# Убертино Строци
Убертино Строци (на италиански: Ubertino di Rosso Strozzi; Umbertino; † 1338, Флоренция) е италиански политик от фамилията Строци от Флоренция.

## Биография
Син е на Росо Строци († 1310) и брат на Строца Строци.
Убертино е посланик в Пиза през 1331 г. и в Арецо през 1334 г. Той се жени за Филипа Торнаквинчи и има с нея четири деца, трима сина и една дъщеря.